# Sphaerostephanos cataractorum
Sphaerostephanos cataractorum är en kärrbräkenväxtart som först beskrevs av Warren Herbert Wagner och Grether, och fick sitt nu gällande namn av Holtt. Sphaerostephanos cataractorum ingår i släktet Sphaerostephanos och familjen Thelypteridaceae. Inga underarter finns listade.